# Оболенский, Иван Никитич Смола
Иван Никитич Оболенский по прозвищу Смола (? — 1504) —  князь, русский боярин, воевода на службе у московского князя Ивана III.
Третий, из пяти сыновей князя Никиты Ивановича Оболенского, боярина удельного князя углицкого и брата Ивана III Андрея Горяя. Имел братьев: Василия, Андрея Ногтя, Петра и Даниила Собаку.

## Биография
Возможно, именно он во время похода Ивана III был боярином царского брата, удельного дмитровского князя Юрия Васильевича (1471).
Участвовал в походе против литовцев к Мещовску и Серпейску вторым воеводой полка правой руки (1493), а затем был послан на Оку для защиты от ожидаемого нападения татар. Присутствовал на свадьбе В. Д. Холмского и дочери Ивана III Федосьи (февраль 1500). Умер (†1504), не оставив потомства.